# Sękacz
Sękacz (inaczej dziad, bankuch, kołacz; lit. šakotis, biał. банкуха, bankucha, niem. Baumkuchen, Prügelkrapfen; fr. gâteau à la broche, ciasto z rożna) – wypiek cukierniczy z ciasta biszkoptowo-tłuszczowego, pieczonego nad otwartym ogniem na obracającym się rożnie w kształcie drewnianego wałka lub wydłużonego stożka. Pochodzenie tego ciasta jest niejasne. Obecnie regionalna specjalność w Niemczech (góry Harz i Saksonia-Anhalt), Szwajcarii, Francji, Rumunii, Węgrzech, Litwie, Białorusi, Szwecji, a w Polsce na Kaszubach i Suwalszczyźnie.

## Forma
Gotowy sękacz jest podobny do ściętego pnia drzewa z sękami. W wyniku polewania rożna kolejnymi warstwami ciasta w przekroju sękacza widoczne są grubsze warstwy jasnego ciasta przedzielone ciemnymi warstewkami ciasta spieczonego, co przypomina słoje roczne w pniu drzewa. Spływający w trakcie pieczenia nadmiar ciasta tworzy zastygające sople, które w ostatecznym efekcie naśladują sęki. Gotowy sękacz może być pokryty lukrem lub czekoladą. 

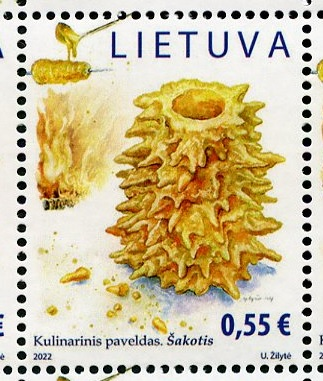
Sękacz na litewskim znaczku pocztowym z 2022 roku
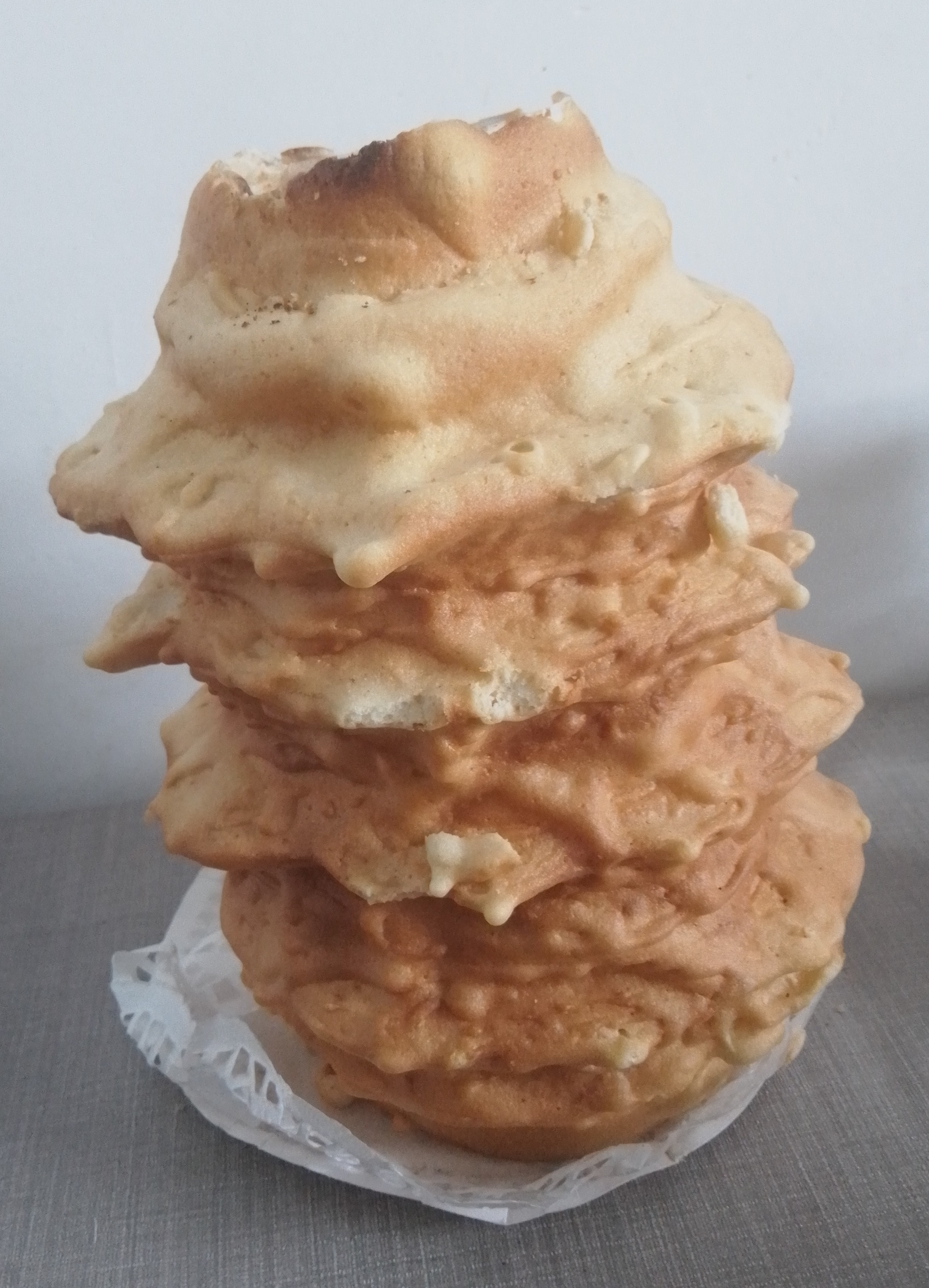
Sękacz podlaski
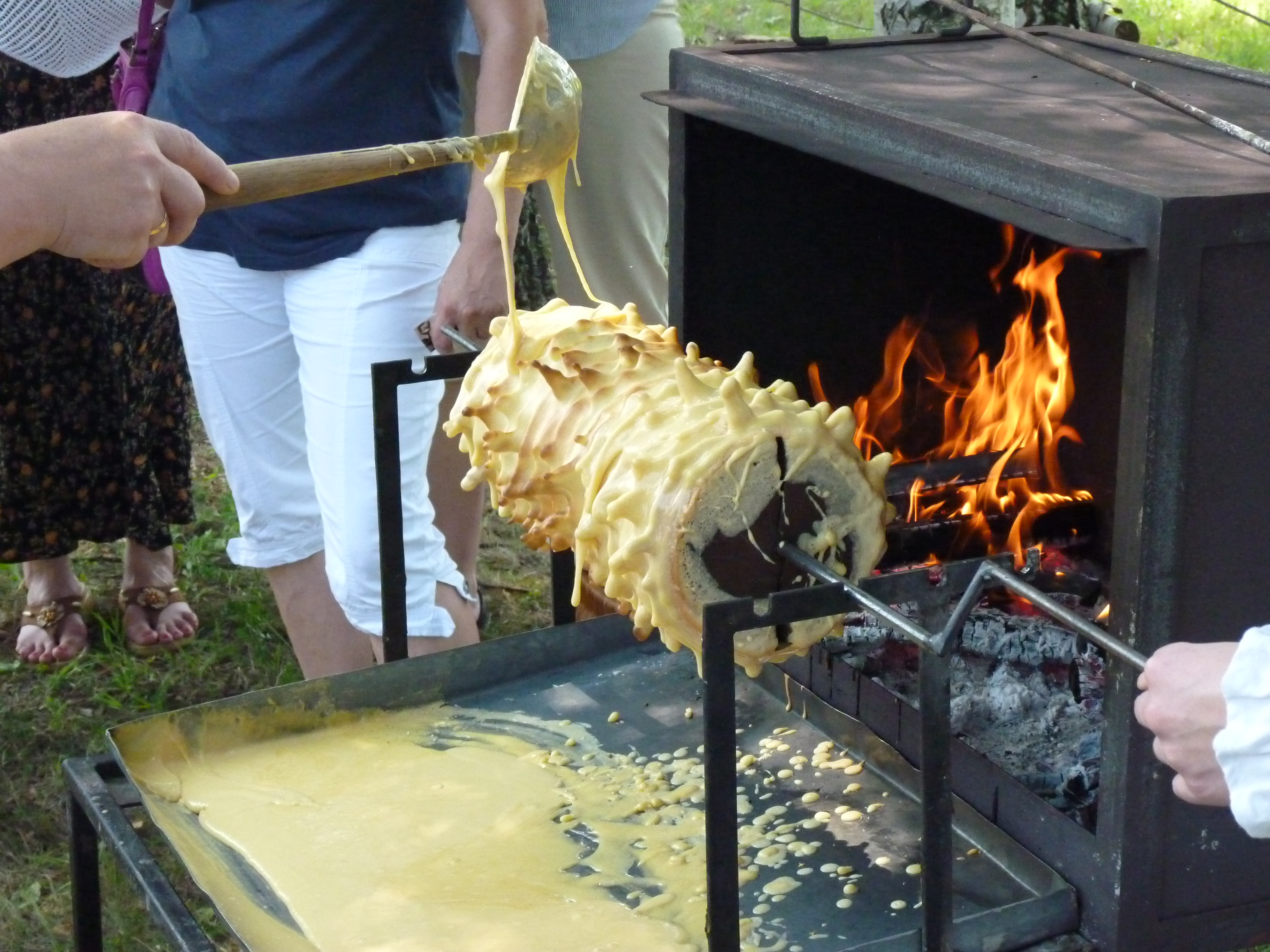
Technika pieczenia sękacza
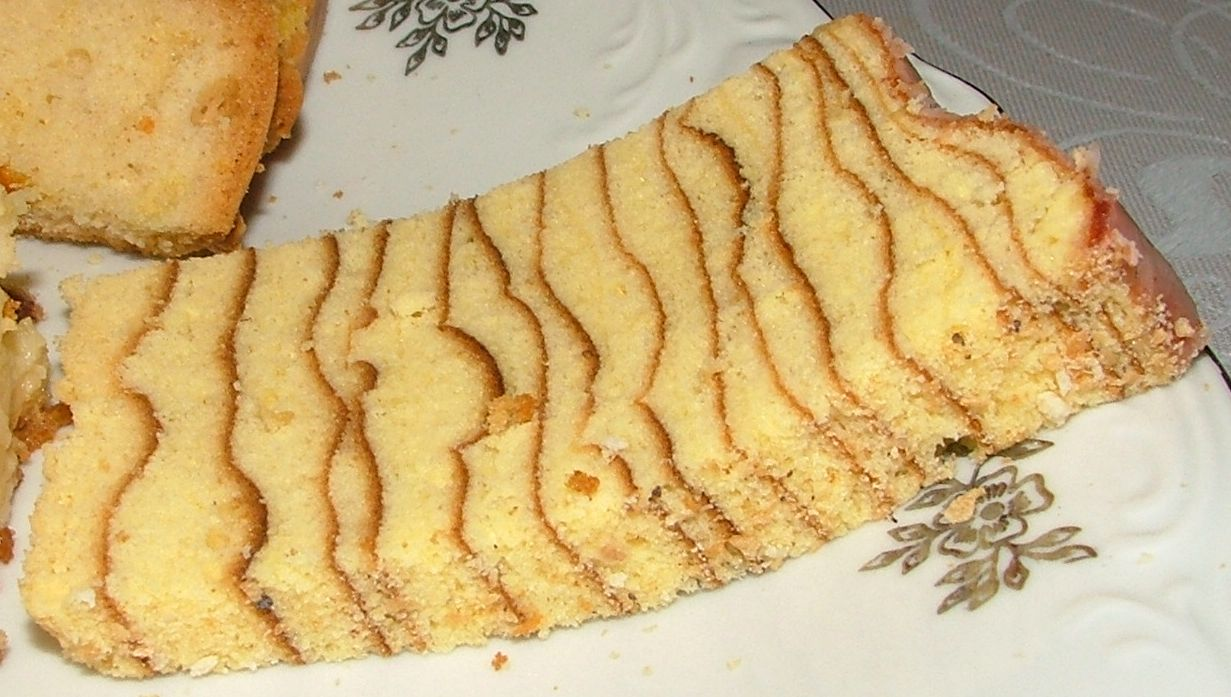
Porcja sękacza
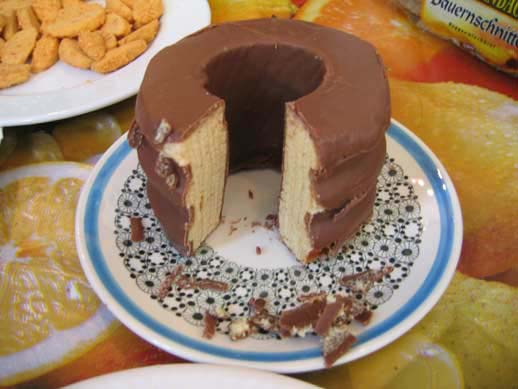
Niemieckie ciasto Baumkuchen

## Historia
Historia sękacza w jego obecnej postaci sięga prawdopodobnie średniowiecza. Polacy poznali przepis na sękacz i technologię jego produkcji od Jaćwingów, plemienia bałtyckiego zamieszkującego w średniowieczu tereny na północ od Mazowsza. Ten rodzaj dużego ciasta mógł być łatwo wykonywany na otwartych paleniskach kuchni tamtych czasów, a jego efektowny, naśladujący twór przyrody kształt odpowiadał gustom epoki. W dalszej perspektywie historycznej technika pieczenia ciasta nad otwartym ogniem na rożnie była znana od czasów prehistorycznych.
Obecnie tradycja pieczenia sękacza zachowała się w różnych miejscach w Niemczech (Niemcy środkowe, zwłaszcza rejon gór Harzu), Szwajcarii, we Francji, Rumunii, na Węgrzech, na Litwie, na Białorusi, w Szwecji, we wschodniej Polsce oraz na Kaszubach. Sękacz stał się też jednym z ulubionych ciast w Japonii, gdzie jest również obecnie wypiekany.
O pochodzeniu sękacza istnieją rozmaite, zwykle sprzeczne ze sobą, legendy. Według jednej z nich najstarszy przepis pochodzi od wędrownego średniowiecznego czeladnika, który służąc u pewnego piekarza pierników w Berlinie zaznajomił go z ciastem, którego wyrób poznał w czasie pobytu w Chociebużu. Z Berlinem łączy też sękacz notatka z 1682 r. w dziele Johannesa Sigismunda Elsholza lekarza nadwornego elektora saskiego pt. Gewürztes Brot und von allerhand Gebackenes (Chleb korzenny i o wszelkich wypiekach), która wymienia Baumkuchen, po łacinie Placenta cylindrica, jako specjalność berlińską.
W Polsce tradycja uznaje, że pierwsze sękacze upieczono w miejscowości Berżniki koło Sejn na  Suwalszczyźnie z okazji odwiedzin królowej Bony. Według innych podań sękacze zostały sprowadzone na Litwę z Niemiec przez Radziwiłłów, a następnie za pośrednictwem szlacheckich dworów trafiły do bogatszych chałup chłopskich.

## Odmiany wpisane na listę produktów tradycyjnych
Sękacz mazurski – wpisany na listę produktów tradycyjnych Ministerstwa Rolnictwa i Rozwoju Wsi dnia 1 stycznia 2006 roku w kategorii Wyroby piekarnicze i cukiernicze w woj. warmińsko-mazurskim.
Sękacz z Puszczy Rominckiej – również wpisany na tę samą listę dnia 15 października 2020 roku.
Sękacz sejneński / bankuchen – wpisany na listę produktów tradycyjnych w dnia 13 marca 2006 roku w kategorii Wyroby piekarnicze i cukiernicze w woj. podlaskim.
Sękacz z Suchowoli – również wpisany na tę samą listę dnia 7 sierpnia 2014 roku.